# Cherry Willingham
Cherry Willingham est une paroisse civile et un village du Lincolnshire, en Angleterre.